# Ypthima pupillaris
Ypthima pupillaris är en fjärilsart som beskrevs av Butler 1888. Ypthima pupillaris ingår i släktet Ypthima och familjen praktfjärilar. Inga underarter finns listade i Catalogue of Life.